# Jari Rantanen
Jari Rantanen (* 31. Dezember 1961 in Helsinki) ist ein ehemaliger finnischer Fußballspieler und -trainer.

## Sportlicher Werdegang
Rantanen debütierte als Teenager für HJK Helsinki im finnischen Erstligafußball und gewann mit der Mannschaft in der Spielzeit 1981 den Meistertitel sowie durch einen 4:0-Finalerfolg – Atik Ismail traf dabei dreimal, Jari Parikka erzielte den Endstand – gegen den FC Kuusysi den Pokalwettbewerb des Jahres. Im Sommer 1983 wechselte er einem allgemeinen Trend folgend wie einige Spieler und Trainer aus Nordeuropa nach Portugal, wo er beim in der Primeira Divisão antretenden GD Estoril Praia einen Profivertrag unterzeichnete. In der Spielzeit 1983/84 kam er kaum zum Zug, als der Klub gemeinsam mit RD Águeda und dem SC Espinho einen Abstiegsplatz belegte. Daraufhin kehrte er zu HJK Helsinki zurück, wo er beim Pokalgewinn 1984 nicht auf dem Platz stand, jedoch als regelmäßiger Torschütze glänzte und sich so einerseits in die finnische Nationalmannschaft spielte und andererseits wieder im Ausland auf sich aufmerksam machte. Nachdem er 15 Tore zum Gewinn der Meisterschaft am Ende der Spielzeit 1985 beigetragen hatte, wechselte er zum belgischen Klub Beerschot AC. Erneut etablierte er sich nicht dauerhaft als Stammspieler, so dass er nach einer Saison zu IFK Göteborg weiterzog. Während er im UEFA-Pokal 1986/87 in den ersten Runden als Torschütze reüssierte, ließ er in der Meisterschaft die Torgefahr vermissen. Daraufhin verpflichtete der schwedische Klub Anfang 1987 Lennart Nilsson als Sturmpartner für Stefan Pettersson im von Trainer Gunder Bengtsson bevorzugten 4-4-2-System. Während Rantanen sich somit mit fünf Europapokaltreffern gleichauf mit Peter Houtman vom FC Groningen und Paulinho Cascavel von Vitória Guimarães zum Torschützenkönig des Wettbewerbs krönte, blieb ihm nach dem Finaleinzug ein Einsatz dort beim Titelgewinn gegen Dundee United verwehrt. Entsprechend verließ er den Klub im Sommer und schloss sich dem englischen Zweitdivisionär Leicester City an, bei dem er ebenso kaum über die Rolle des Ergänzungsspielers hinauskam. Parallel hatte er weiterhin zur Nationalelf gehört, für die er Anfang 1989 das letzte von 29 Länderspielen bestritt. Dabei waren ihm vier Tore gelungen.
1989 kehrte Rantanen nach Finnland zurück, wo er mit HJK Helsinki in der Spielzeit 1990 erneut den Meistertitel gewann. Ab 1993 lief er für Finnairin Palloilijat Helsinki auf und kehrte zur Spielzeit 1996 nochmals zu HJK zurück. Die Saison verlief jedoch erfolglos und er ging abermals zu FinnPa, wechselte aber nach einem halben Jahr im Sommer 1997 für die Aufstiegsrunde zu PK-35 Helsinki in die zweitklassige Ykkönen. Am Ende stieg der Klub in die Veikkausliiga auf, dort beendete er als Ergänzungsspieler anschließend seine aktive Karriere.
Später trainierte Rantanen unter anderem den Ekenäs IF, mit dem er 2014 Meister der damals drittklassigen Kakkonen wurde, sowie den FC KTP Kotka, mit dem er 2017 aus der Kakkonen abstieg.